# Splittring
Splittring è un film del 1984, diretto da Muammer Özer.

## Trama
Ömer vive con la sua famiglia in un sobborgo di Stoccolma. Uno dei suoi figli, Kemal, rispetta i severi valori autoritari e tradizionali musulmani del padre, mentre l'altro, Metin, vuole vivere più all'occidentale.